# División Palermo
División Palermo è una serie televisiva comica argentina prodotta tra il 2023 e il 2025 e ideata da Santiago Korovsky.
Prodotta da K&S Films e distribuita da Netflix, la serie è incentrata su un gruppo di appartenenti a minoranze sociali assunti per formare una guardia di poliziotti di quartiere. Il titolo della serie è tratto dall'omonimo barrio di Buenos Aires.

## Trama
Un gruppo di civili viene reclutato per formare una squadra di polizia urbana al servizio della comunità a Buenos Aires, ma in realtà si tratta di un'operazione di tokenismo pensata per risollevare la pessima reputazione delle forze di sicurezza. Presto, però, i membri di questa nuova squadra si ritrovano alle prese con una pericolosa banda criminale guidata da strani trafficanti di droga.

## Episodi
| Stagione         | Episodi | Pubblicazione    |
| ---------------- | ------- | ---------------- |
| Prima stagione   | 8       | 17 febbraio 2023 |
| Seconda stagione | 6       | 17 luglio 2025   |

## Produzione
Alla fine di marzo 2022, Netflix ha annunciato di aver dato il via libera allo sviluppo della serie, che sarebbe stata interpretata, diretta e prodotta da Santiago Korovsky. Il resto del cast principale è composto da Pilar Gamboa, Daniel Hendler, Martín Garabal e Charo López, con le riprese principali iniziate quello stesso mese.
Il 23 gennaio 2023 è stato pubblicato il primo trailer della serie, annunciando che sarebbe stata distribuita in tutto il mondo il 17 febbraio dello stesso anno. Dopo essere stata rinnovata per una seconda stagione, División Palermo ha iniziato le riprese nell'agosto 2024. Successivamente, è stato rivelato che Juan Minujín era stato scritturato per il cast principale e che la seconda stagione sarebbe stata composta da sei episodi.

## Accoglienza
División Palermo ha ricevuto 20 nomination ai Condor d'Argento, i premi più importanti in Argentina per film e serie televisive. Ne ha vinti 7, tra cui “Miglior serie comica e/o musicale”, “Miglior regista” e “Miglior sceneggiatura originale”.
Ha inoltre ricevuto 4 nomination ai Premi Platino, i più importanti premi dell'Iberoamerica, e ha vinto un International Emmy Awards come "Miglior Serie Comica".